# Jemenski kameleon
Jemenski kameleon (Chamaeleo calyptratus), velika vrsta kameleona koja živi u planinskim područjima Jemena, Ujedinjenih Arapskih Emirata i Saudijske Arabije.
Mužjak jemenskog kameleona primarno je zelene boje, često s prugama i točkama žute, smeđe i plave boje. Ovisno o emocionalnom stanju životinje zelena boja imat će raspon od svijetle limetaste zelene boje do crvenkaste maslinaste sivosmeđe boje. Kad su jemenski kameleoni pod stresom, često pokazuju jarku koloraciju uključujući jarkožutu, a ponekad čak i crnu boju. Okoliš samo djelomice doprinosi kameleonovoj "odluci" o promjeni boje. Netjerajuće ženke i mladi kameleoni općenito su jednolike zelene boje s nešto bijelih oznaka. Tjerajuće i gravidne ženke jesu vrlo tamne zelene boje s plavim i žutim točkama. Istaknutost ovih oznaka ovisi o nekoliko faktora uključujući zdravlje, raspoloženje i temperaturu guštera.
Mužjaci kameleoni ove vrste imaju malene ostruge ili pete na stražnjim stranama svojih stražnjih nogu dok ih ženke nemaju. Ova je ostruga prisutna na mužjacima od izlijeganja, a može narasti sa zrelošću. Odrasli su mužjaci relativno veliki za gmazove. Mogu doseći ukupnu dužinu od 60 cm. Većina primjeraka obično naraste između 35 i 45 cm. Ženke su manje, s prosječnom ukupnom dužinom od gotovo 30 cm. I mužjaci i ženke imaju na svojoj glavi ukrasnu izraslinu zvanu "kaciga".

## Vanjske poveznice
- letak o skrbi za jemenskog kameleona
- informacije o jemenskom kameleonu